# 高松琴平電気鉄道長尾線
長尾線（ながおせん）は、香川県高松市の瓦町駅と香川県さぬき市の長尾駅とを結ぶ高松琴平電気鉄道（ことでん）の鉄道路線。
終点の長尾駅のすぐ東には四国八十八箇所の長尾寺があり、当寺への参拝路線としての性格を持っていたが、現在は高松の郊外路線である。ほぼ全線にわたって長尾街道（香川県道10号高松長尾大内線の旧道）が並行する。
ラインカラーは緑色。かつては、車体前面の行先表示板は茶色地のものが用いられていた。

## 路線データ
- 路線距離（営業キロ）：14.6km
- 軌間：1435mm
- 駅数：16駅（起終点駅含む）
- 複線区間：なし（全線単線）
- 電化区間：全線（直流1500V）
- 保安設備：琴電形ATS
- 閉塞方式：自動閉塞式
- 最高速度：60km/h[1]
- 車両基地：仏生山車両所（最寄駅・琴平線仏生山駅）
- 最大連結車両数：2両編成
- IC乗車カード対応区間：
  - IruCaエリア：全線（全国相互利用サービス対応交通系ICカードも対応）

## 運行形態
すべて普通列車で、平日朝ラッシュ時の下り1本のみ瓦町始発となるが、それ以外のすべての列車が琴平線（築港線）瓦町 - 高松築港に乗り入れる。朝夕は約12分間隔、昼間は24分間隔で運転されている。なお、築港線区間のみを走る列車も、長尾線の車両を使用するため、長尾線扱いとなる。そのほか平日の朝に高松築港発平木行きが2本と平木発高松築港行きが1本設定されている。
回送も含めた全列車に車掌が乗務し、精算や車内補充券（パンチによる穴あけ式）の発売、IruCaへチャージ、無人駅での集札、車内放送などを行っていたが、2023年3月18日のダイヤ改正と共に、瓦町 - 長尾間は終日全列車ワンマン運転となった。ただし、瓦町 - 高松築港間はダイヤ改正前と同じく車掌が乗務する。
2010年12月18日に行われたダイヤ改正で、朝夕計3本が増発され、朝ピーク時は全列車長尾始発となった。また、瓦町駅での接続の改善が行われた。
その後2020年11月28日に行われたダイヤ改正では、日中20分間隔だったところ24分間隔になるなど、減便がおこなわれた。

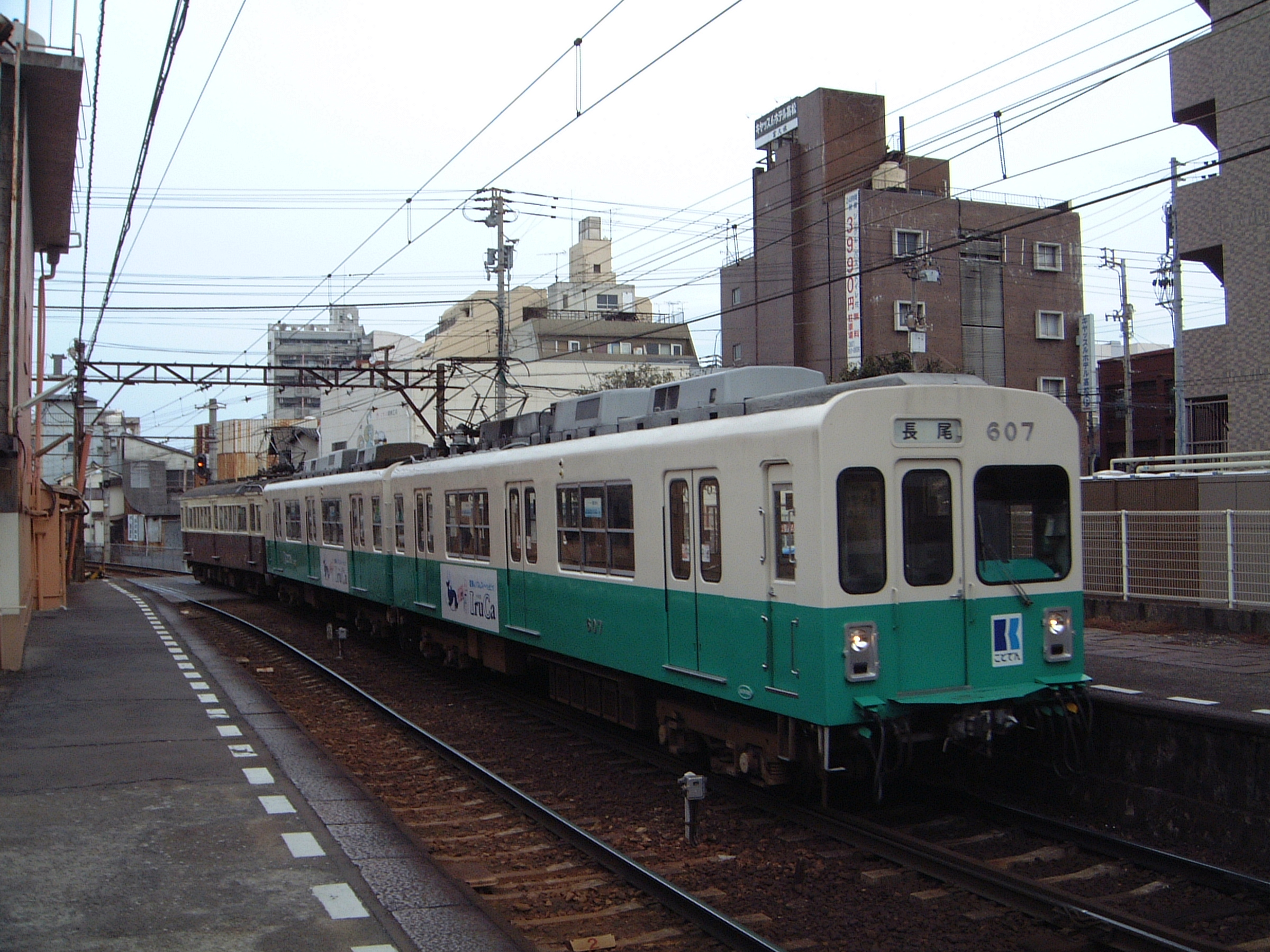
琴平線の複線区間を走る長尾行きの600形電車。 （2006年）
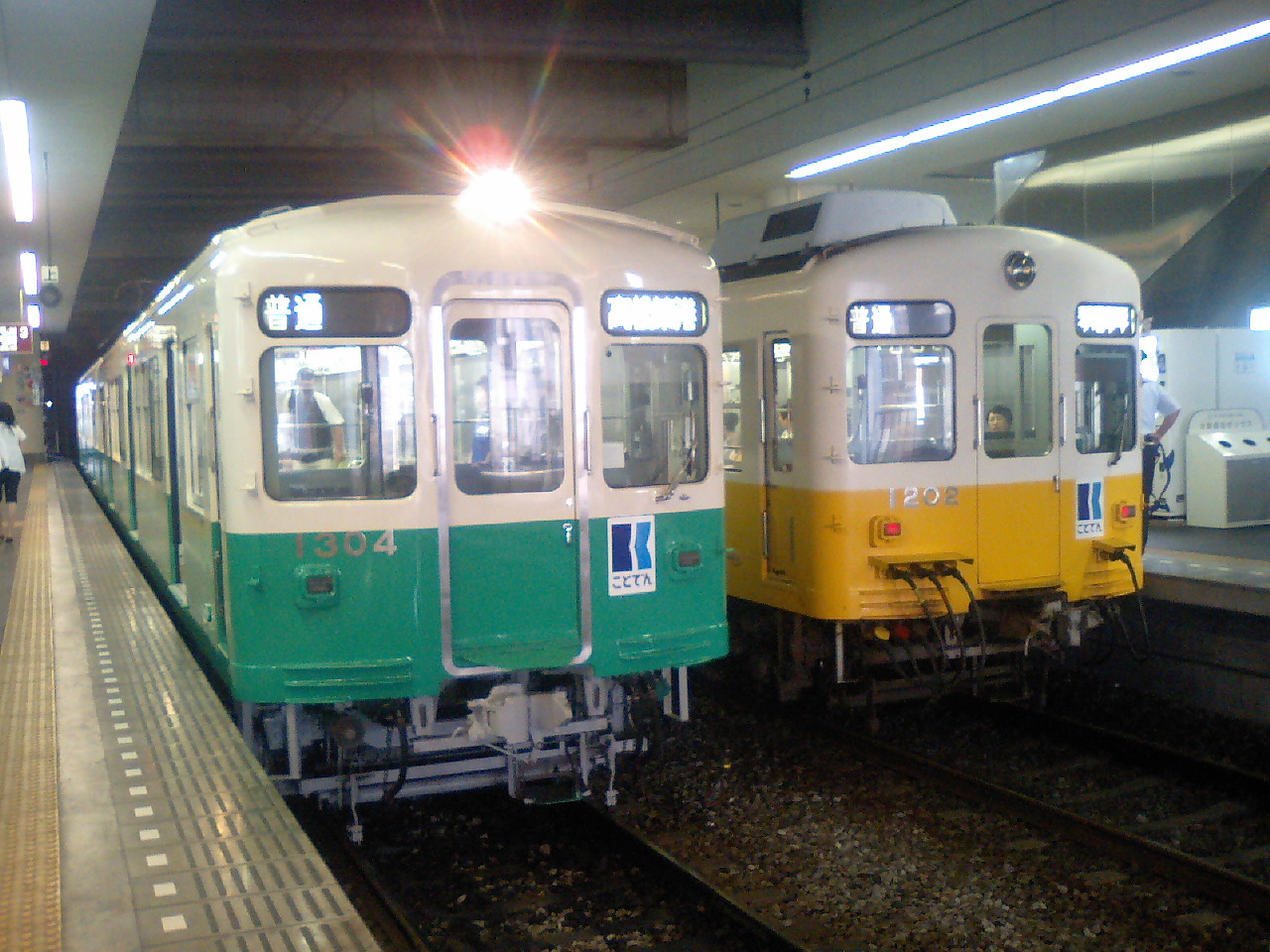
瓦町にて並ぶ緑色の長尾線列車と黄色の琴平線列車。 （2007年）
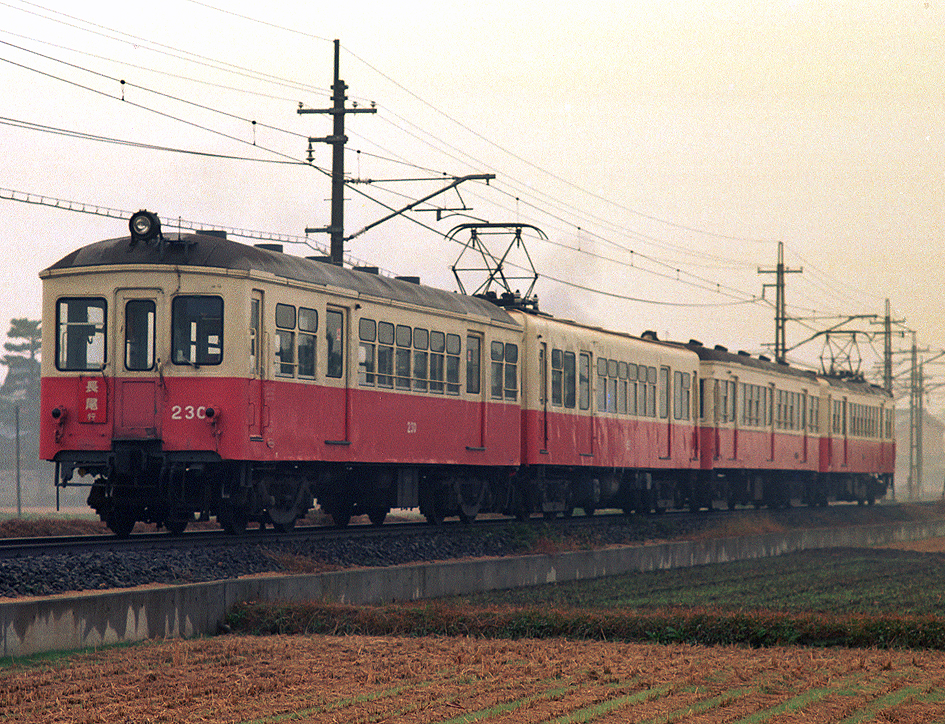
かつて運行されていた旧型電車による4両編成列車。
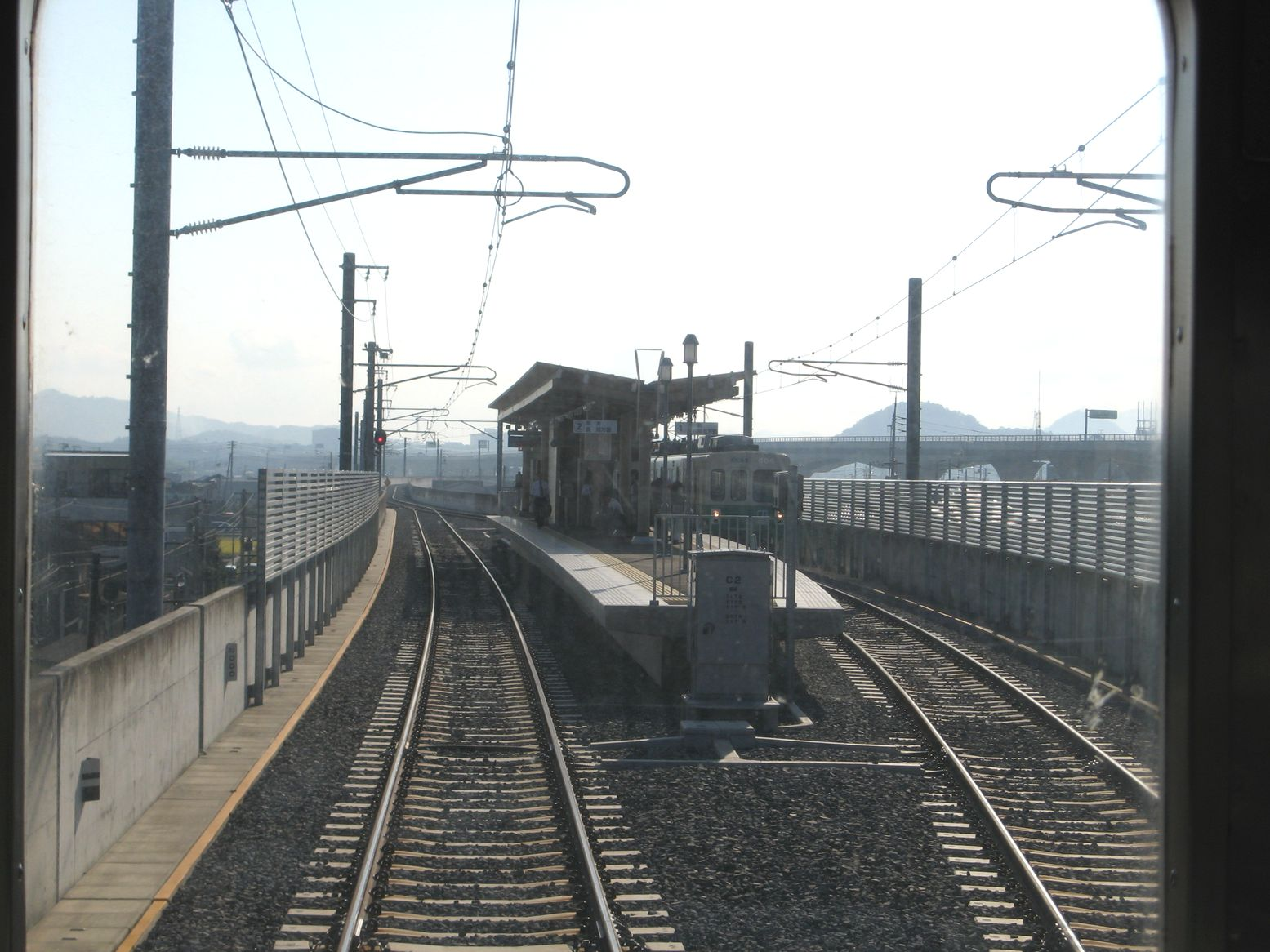
高架化された水田駅で、行き違う列車。 （2007年）
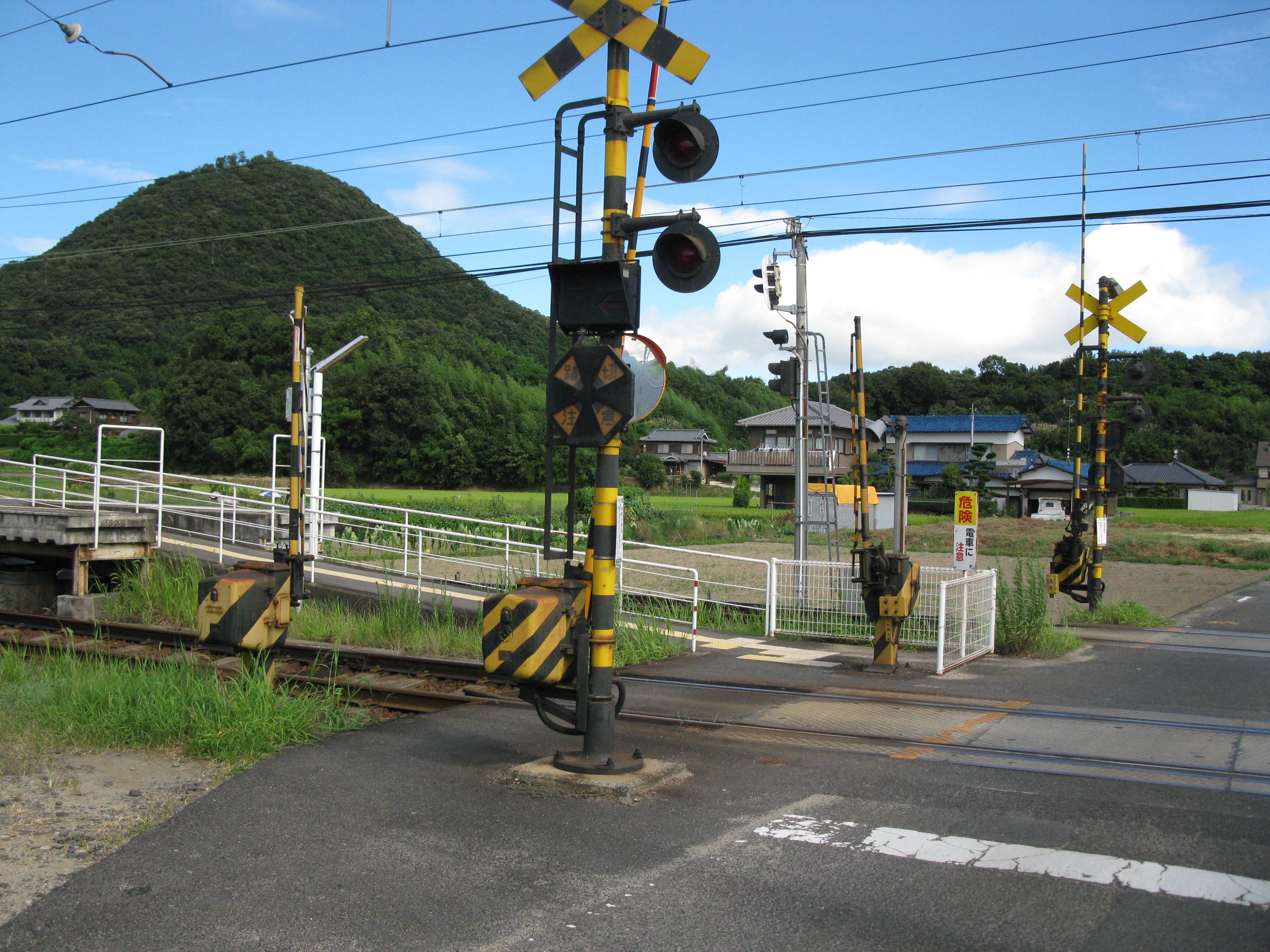
白山駅付近では讃岐七富士の一つの白山の麓を走る。 （2010年）
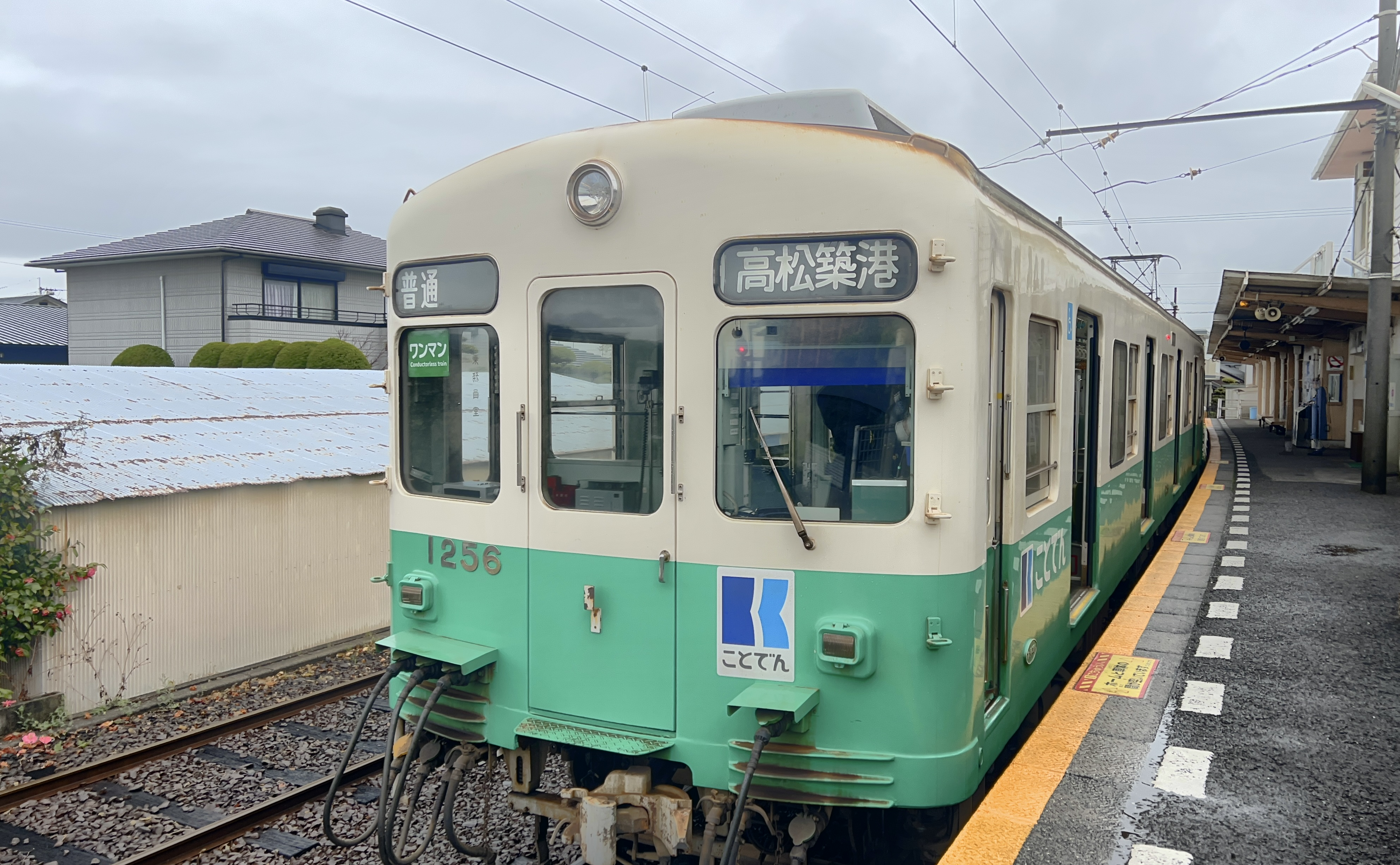
ワンマン運転を行う長尾線の電車。「普通」の種別表示の下に「ワンマン」と書かれている。 （長尾駅にて2023年3月18日）
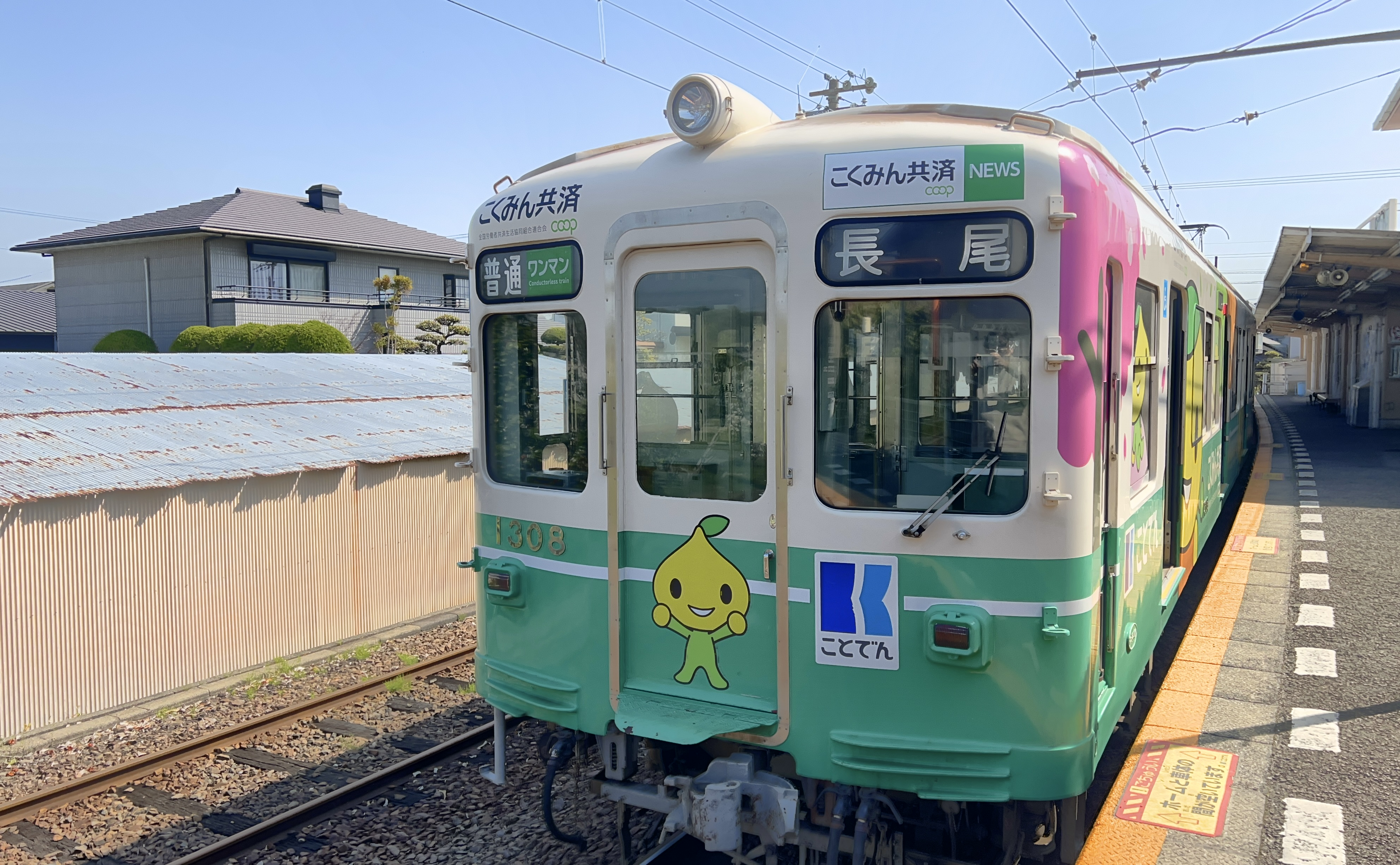
ワンマン運転を行う長尾線の電車。列車種別「普通 ワンマン」の表示。 （長尾駅にて2023年4月1日）

## 歴史
- 1907年（明治40年）5月30日 高松電気軌道に対し軌道特許状下付（高松市新湊町-大川郡長尾村間他）[5]。
- 1909年（明治42年）10月28日 高松電気軌道設立[6][7]。
- 1912年（明治45年）
  - 4月30日 出晴（現在の瓦町駅志度線口付近） - 長尾間を開業[6]。軌間1067mm。当時の保有車両は客車5両、貨車1両（客車1両の価格は4244円）であった[8]。
  - 7月25日 長尾 - 白鳥本町間の長尾線延長を計画（県道志度山川線の接点付近まで用地買収を行っていた記録がある[8]）営業免許取得[9]。
- 1915年（大正4年）
  - 井戸駅（現在の公文明駅）を井戸川駅に改称。
  - 長尾西駅が廃止される。
  - 林道駅（旧駅）、鹿伏駅開業。
- 1916年（大正5年）4月24日 長尾 - 白鳥本町間延長線営業免許失効[10]。計画白紙撤回。
- 1934年（昭和9年）5月31日 林道駅（旧駅）、東前田駅、妙徳寺駅が廃止される。
- 1936年（昭和11年） 金融恐慌、乗合自動車との競合による旅客離れのため運賃値下げを実施[8]。
- 1943年（昭和18年）
  - 山崎駅が廃止される。
  - 11月1日 讃岐電鉄・琴平電鉄・高松電気軌道が合併し高松琴平電気鉄道発足[11]。
- 1945年（昭和20年）
  - 2月1日 出晴 - 長尾間を軌道法による軌道から地方鉄道法による鉄道に変更。
  - 6月2日 出晴 - 高田間の軌間を1435mmに改軌。
  - 6月26日 高田 - 長尾間の軌間を1435mmに改軌。（高松）市内線に乗り入れ開始。
  - 7月4日 戦災のため市内線が不通となり、乗り入れを中止。貨物電車焼失のため貨物業務停止[8]。
  - 7月30日 空襲で焼失した出晴駅を廃止し、瓦町駅を琴平線琴電高松駅（現在の瓦町駅）に統合。
- 1947年（昭和22年）7月25日 真行寺駅（現在の井戸駅）開業。
- 1948年（昭和23年）11月 鹿伏駅が廃止される。
- 1950年（昭和25年）4月10日 田中道駅を農大前駅に改称。
- 1951年（昭和26年）
  - 3月1日 真行寺駅を井戸駅に改称。井戸川駅が廃止される。
  - 12月26日 琴電高松 - 花園間の経路を変更。
- 1952年（昭和27年）9月30日 公文明駅開業。
- 1954年（昭和29年）
  - 1月1日 琴電高松駅を瓦町駅に改称。
  - 8月1日 花園信号場が駅に昇格し、花園駅として開業。御坊川駅、木太西口駅廃止。林道駅（現駅）開業。
- 1958年（昭和33年）2月1日 農大前駅を農学部前駅に改称。
- 1969年（昭和44年）5月5日 川島口駅が廃止される。
- 1976年（昭和51年）12月26日 全線の架線電圧を600Vから1500Vに昇圧[12]。
- 1977年（昭和52年）11月20日 ATS設置[13]。
- 1978年（昭和53年）11月3日 平木 - 白山間の鹿伏中央踏切（現在の学園通り駅付近）で長尾発瓦町行750形2両編成の上り電車がダンプカーと衝突して脱線、線路北側の水田に転落。電車運転士とダンプ運転士の2名死亡、乗客2名が重傷。1両が事故廃車。ことでん史上唯一、乗務員に死者が出た事故。事故の詳細は琴電の事故を参照。
- 1994年（平成6年）6月26日 瓦町駅改良工事着手に伴い分断された志度線に代わり、高松築港への直通運転が開始[14]。
- 1996年（平成8年）12月21日 瓦町新駅舎完成[15]。
- 1998年（平成10年）7月13日 - 初の冷房車となる600形の営業運転を開始[16]。
- 2002年（平成14年）9月28日 学園通り駅開業。三木町の強い要請により実現。
- 2004 - 2005年（平成16 - 17年） 大型車(18m)入線に向けての線路・駅ホーム改良。
- 2006年（平成18年）7月3日 大型車の運用開始。1200形が2編成導入される。
- 2007年（平成19年）
  - 7月31日 旧型車の淘汰を完了し、冷房化率100%達成。3両編成の列車がなくなる。
  - 10月7日 水田駅付近の高架化完成。
- 2023年（令和5年）
  - 3月18日 瓦町 - 長尾間で終日全列車ワンマン運転開始[2]。
  - 4月11日 同線内の踏切で、遮断機が下りないトラブルが発生。その後国土交通省四国運輸局は、過去2年以内に類似の事例が4件発生していたことも鑑み、同社に改善を指示[17]。

## 駅一覧
- 全駅香川県内に所在。ほとんどの列車が乗り入れている高松築港駅から記載。営業キロは瓦町駅からのもの。
- *印を付けた駅は有人駅。
- 線路… ||：複線区間の駅 ◇：単線区間の駅（列車交換可能） ｜：単線区間の駅（列車交換不可）

| 正式路線名 | 駅番号     | 駅名                 | 駅間 キロ | 営業 キロ                                              | 備考・接続路線                                                            | 線路          | 所在地 |
| ---------- | ---------- | -------------------- | --------- | ------------------------------------------------------ | ------------------------------------------------------------------------- | ------------- | ------ |
| 琴平線     | N00        | 高松築港駅*          | -         | 1.7                                                    | 四国旅客鉄道：高徳線・予讃線（瀬戸大橋線）（高松駅 (T28・Y00)：徒歩連絡） | \|\|          | 高松市 |
| 琴平線     | N01        | 片原町駅*            | 0.9       | 0.8                                                    |                                                                           | \|\|          | 高松市 |
| 琴平線     | N02        | 瓦町駅* （瓦町FLAG） | 0.8       | 0.0                                                    | 1951年6月26日接続 高松琴平電気鉄道：琴平線 (K02)・志度線 (S00)            | ｜            | 高松市 |
| 長尾線     | N02        | 瓦町駅* （瓦町FLAG） | 0.8       | 0.0                                                    | 1951年6月26日接続 高松琴平電気鉄道：琴平線 (K02)・志度線 (S00)            | ｜            | 高松市 |
| N03        | 花園駅     | 0.9                  | 0.9       | 1954年8月1日開設                                       | ◇                                                                         |               | 高松市 |
| -          | 御坊川駅   |                      |           | 1954年8月1日までに廃止                                 |                                                                           |               | 高松市 |
| -          | 木太西口駅 |                      | 2.2       | 1954年8月1日廃止                                       |                                                                           |               | 高松市 |
| N04        | 林道駅     | 1.8                  | 2.7       | 1912-1915年の間に開設                                  | ｜                                                                        |               | 高松市 |
| N05        | 木太東口駅 | 0.7                  | 3.4       |                                                        | ◇                                                                         |               | 高松市 |
| N06        | 元山駅     | 1.1                  | 4.5       |                                                        | ｜                                                                        |               | 高松市 |
| -          | 川島口駅   |                      | 5.3       | 1969年5月5日廃止                                       |                                                                           |               | 高松市 |
| -          | 山崎駅     |                      |           | 1943年廃止                                             |                                                                           |               | 高松市 |
| N07        | 水田駅     | 1.3                  | 5.8       |                                                        | ◇                                                                         |               | 高松市 |
| N08        | 西前田駅   | 1.4                  | 7.2       |                                                        | ｜                                                                        |               | 高松市 |
| -          | 東前田駅   |                      |           | 1934年廃止                                             |                                                                           |               | 高松市 |
| N09        | 高田駅*    | 1.1                  | 8.3       |                                                        | ◇                                                                         |               | 高松市 |
| N10        | 池戸駅     | 1.3                  | 9.6       |                                                        | ｜                                                                        | 木田郡 三木町 |        |
| N11        | 農学部前駅 | 0.8                  | 10.4      |                                                        | ｜                                                                        | 木田郡 三木町 |        |
| N12        | 平木駅     | 0.5                  | 10.9      |                                                        | ◇                                                                         | 木田郡 三木町 |        |
| -          | 妙徳寺駅   |                      |           | 1934年廃止                                             |                                                                           | 木田郡 三木町 |        |
| N13        | 学園通り駅 | 0.6                  | 11.5      | 2002年9月28日開設                                      | ｜                                                                        | 木田郡 三木町 |        |
| -          | 鹿伏駅     |                      | 11.8      | 1915年開設、1948年11月廃止、学園通り駅の長尾寄りに位置 |                                                                           | 木田郡 三木町 |        |
| N14        | 白山駅     | 1.3                  | 12.8      |                                                        | ｜                                                                        | 木田郡 三木町 |        |
| N15        | 井戸駅     | 0.5                  | 13.3      | 1947年7月25日開設                                      | ◇                                                                         | 木田郡 三木町 |        |
| -          | 井戸川駅   |                      |           | 1951年3月1日廃止、公文明駅と同位置                     |                                                                           | 木田郡 三木町 |        |
| N16        | 公文明駅   | 0.6                  | 13.9      | 1952年9月30日開設（復活）                              | ｜                                                                        | 木田郡 三木町 |        |
| -          | 長尾西駅   |                      |           | 1915年廃止、公文明駅の長尾寄りに位置                   |                                                                           | 木田郡 三木町 |        |
| N17        | 長尾駅*    | 0.7                  | 14.6      |                                                        | ｜                                                                        | さぬき市      |        |

- 特記以外は1912年4月30日開設

建設時から複線化が考慮されており、南西側に線路が敷かれ、北東側が複線化用地となっている。ただし建設当時の幅なので、現在の長尾線用車両が走れる線路を増設するには、用地買収が必要である。交換設備のない1面1線の駅の多くや、水田駅付近の高架用地、花園駅-瓦町駅間の留置線などは、この複線化用地を使用している。

## 車両
2011年8月現在、旅客車10編成20両が所属している。すべて2両固定編成である。
なお、琴平線車両と予備車を共有にした関係で、琴平線車両が長尾線内で使用されることがある。2008年8月13日のさぬき高松祭りでは琴平線の1080形が応援運用された。
- 600形（0番台） - 元、名古屋市営地下鉄250形・1000系列中間車 2編成4両
- 1200形（50番台）- 元、京浜急行電鉄700形 (2代) 3編成6両
- 1200形（0番台） - 1編成2両（元琴平線車両、2011年に異動）
- 1300形 - 元、京急1000形 (初代)  4編成8両

線内には留置線を備えた駅があるだけで車両基地はなく、長尾線で運用される車両は全車が仏生山工場に所属している。よってラッシュ前やラッシュ後には、入出庫のために瓦町から仏生山までの琴平線を走行する長尾線車両を目にすることができる。ただし、瓦町-仏生山間は回送列車として運転されるため、客扱いは行わない。

### 大型車乗り入れまでの経緯
鉄道線としてスタートした琴平線に対し、長尾線・志度線は、開業時に2軸電車を使用した軌道線として設計されたため橋梁の重量制限とカーブの制限が厳しかった。
終戦直後の路線改良で16m級車両まで入線できるようになり、1960年代には16m級車3両編成での運転が可能になった。後に橋梁の重量制限も1両あたり30t未満までになり、17m級車の850形も入線可能になった。1983年に17m級車（860形・880形・890形）を入線させた際には、重量を30t未満に抑えるために制御車化せざるを得ず、それ以上の大きさの車両は入線することができなかった。そのため、大手私鉄から小型車が淘汰された1980年頃を境に、車両の代替が滞る。その後も何度か車両調達を試みたものの、車両の大きさや廃車時期の不一致ですべて破談となった。
1998年より名古屋市営地下鉄の車両を導入することで、代替が一気に進んだ。しかし種車が確保できず、長尾・志度両線の運用が全車両を置きかえるまでには至らなかった。そこで2003年に、長尾線を線路が繋がっている琴平線と同じ18m級車の入線が可能なように改良して、大型車を導入。余剰となる長尾線の冷房化された小型車を、志度線に転出させ、両線の非冷房車を完全に置き換える案が持ちあがった。
橋梁に関しては平木以東に未改良のものが2箇所存在していた。このため2004年4月に3000形の2連にレールを積み込んだ試験列車を走らせて確認を行った結果、問題がなかったため、この計画は大きく推進されることになる。一方急曲線に関しては、水田 - 西前田にある吉田川橋梁前後は、既に橋梁の架け替えと同時に改良を行うことが具体化していたので問題はなかった。また駅構内が急曲線上に存在する木太東口駅に関しては、ホームの改築と路線位置を多少ずらすことで対処した。他の駅でもホームを削る工事が実施され、在来車両には転落防止のステップが取りつけられた。
2006年7月、長尾線用1200形2編成4両が投入され、大型車の運行が開始された。さらに同年12月には1200形1編成2両、2007年7月には1300形2編成4両が投入され、長尾線の冷房化100%を達成した。置き換えられる形で順次、仏生山工場から冷房付きの600形が今橋工場に転出し、全車両の転出をもって志度線も100%の冷房化を達成した。なお1両あたりの定員増加に伴いラッシュ時の増結が廃止され、全列車2両編成となった。2011年9月には1300形2編成4両が投入され大型車を増やした。現在はほぼすべての列車が大型車での運行となっている。

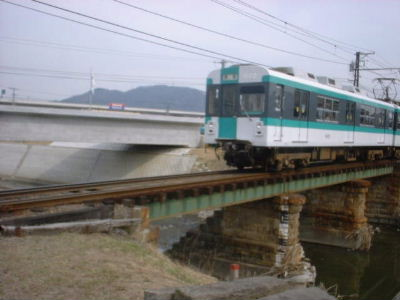
架け替え前の吉田川橋梁と小型車両の600形電車。 （2004年）
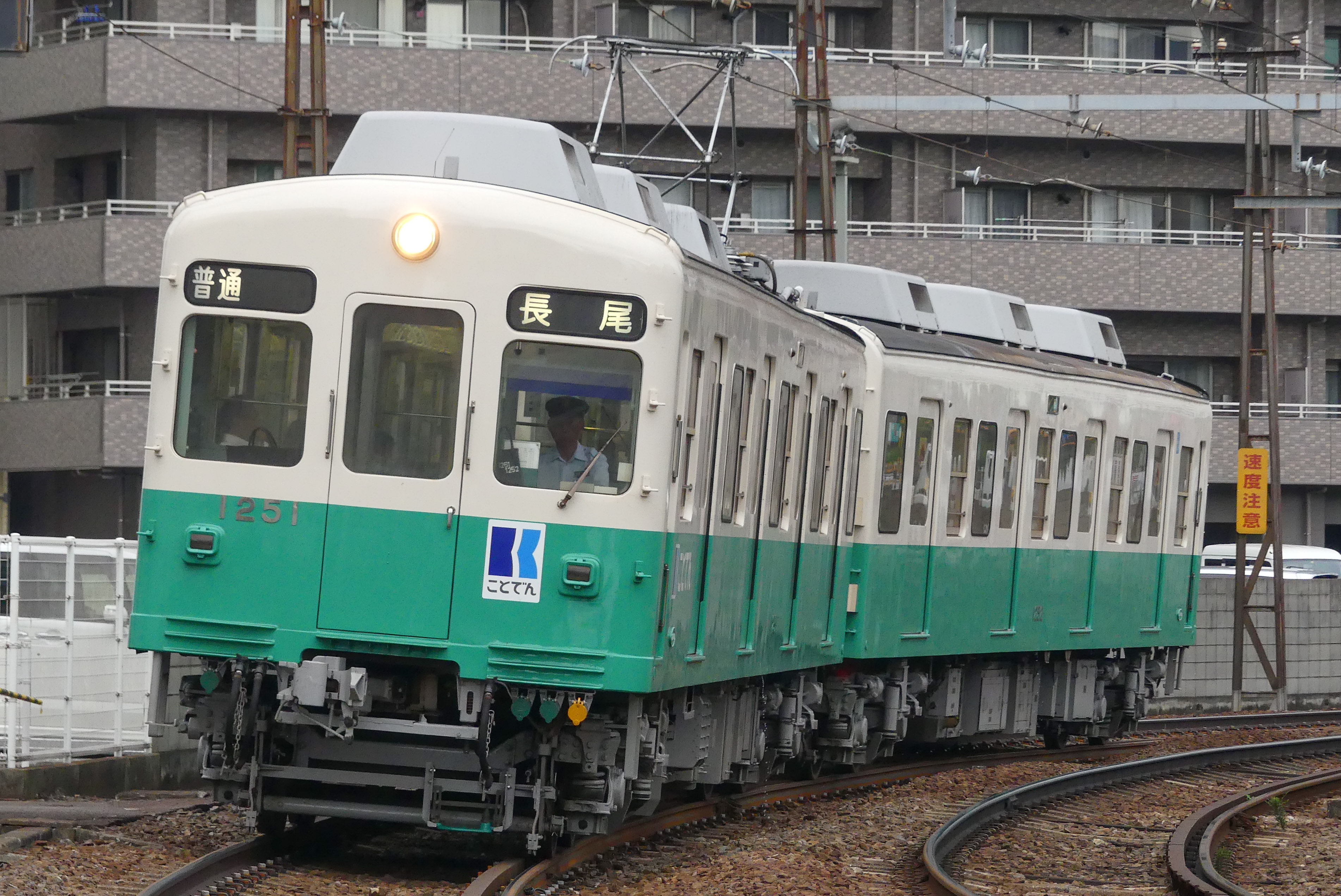
大型車かつ長尾線のラインカラーである緑色の1200形電車。 （2018年）

### 高松電気軌道の車両
高松電気軌道時代は梅鉢鉄工所製の木製単車9両（総定員360人）を所有していた。1912年に1-5を新製し、翌年に6-9を増備した。合併後20形 (初代)（21-29）に改番した。他に電動有蓋貨車2両を所有し30形 (初代) （31・32）に改番。
開通当初は電車の出力が弱く、川島口付近の坂では、満員の時は坂を登り切ることができず、速度が落ちるので、乗客が下車をして電車を後押しした、という。

## 新駅設置計画
「ことでん活性化協議会」が花園駅 - 林道駅間への新駅設置案を示している。2019年8月に高松琴平電気鉄道は、この区間への新駅設置要望に「駅の新設は用地の取得をはじめ、多額の費用を要するため、弊社単独での実施は困難です。」と回答している。